# Tyrrell
För andra betydelser, se Tyrrell (olika betydelser).
Tyrrell var en brittisk formelbiltillverkare och tillika ett formel 1-stall som grundades under 1960-talet och som själva tävlade under 31 säsonger.

## Historik
Stallet startades av Ken Tyrrell 1960 men började inte tävla i formel 1 förrän 1968 under namnet  Matra International. Till en början körde man i Matra- och March-bilar för att i slutet av säsongen 1970 använda egna bilar. I slutet av 1997 gav ägarna upp och Tyrrell såldes till British American Racing, som strax efter bytte namn på stallet till BAR.

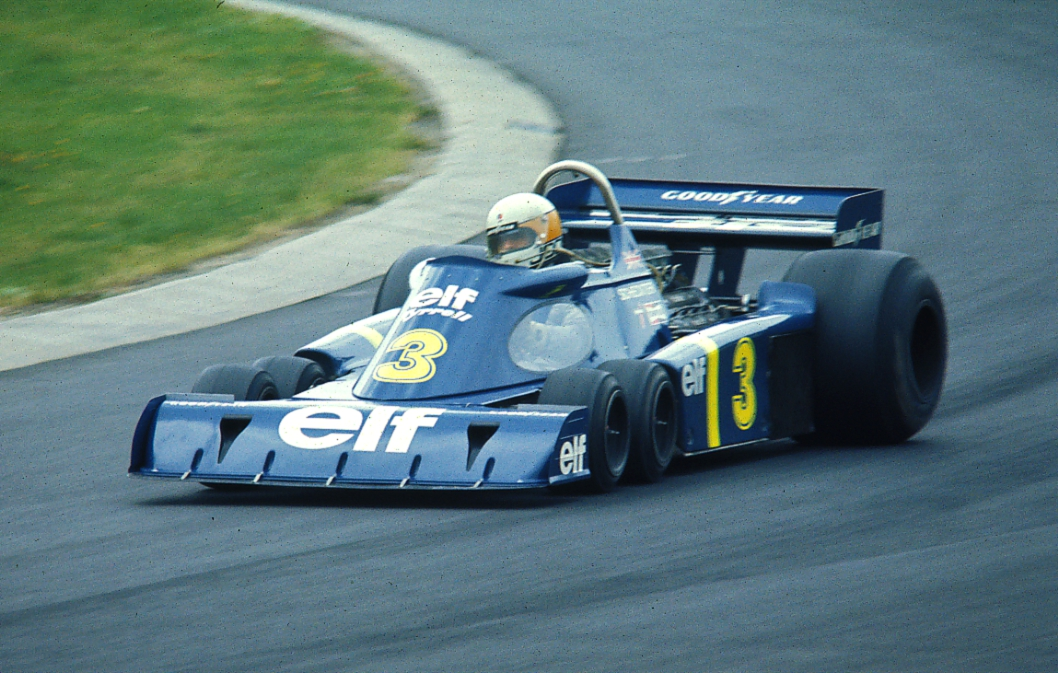
Jody Scheckter i en Tyrrell P34 i.

Tyrrell är känt bl.a. för att man 1976-1977 använde modell P34, som var en sexhjulig bil med två par framhjul.

## F1-säsonger
| Säsong | Tävlingsnamn                    | Bil                                                         | Motor                                             | Däck  | Poäng | VM-plac. | Förare 1           | Förare 2             | Övriga förare                        |
| ------ | ------------------------------- | ----------------------------------------------------------- | ------------------------------------------------- | ----- | ----- | -------- | ------------------ | -------------------- | ------------------------------------ |
| 1968   | Matra International             | Matra MS7 F2 Matra MS9 Matra MS10                           | Ford Cosworth DFV 3.0 V8 Ford Cosworth FVA 1.6 L4 | D     | 45    | (2:a)    | Jackie Stewart     | Johnny Servoz-Gavin  | Jean-Pierre Beltoise                 |
| 1969   | Matra International             | Matra MS10 Matra MS80 Matra MS84                            | Ford Cosworth DFV 3.0 V8                          | D     | 66    | (1:a)    | Jackie Stewart     | Jean-Pierre Beltoise | Johnny Servoz-Gavin                  |
| 1970   | Tyrrell Racing Organisation     | March 701                                                   | Ford Cosworth DFV 3.0 V8                          | D     | 22    | (3:a)    | Jackie Stewart     | François Cévert      | Johnny Servoz-Gavin                  |
| 1970   | Tyrrell Racing Organisation     | Tyrrell 001                                                 | Ford Cosworth DFV 3.0 V8                          | D     | 0     | -        | Jackie Stewart     |                      |                                      |
| 1971   | Elf Team Tyrrell                | Tyrrell 001 Tyrrell 002 Tyrrell 003                         | Ford Cosworth DFV 3.0 V8                          | G     | 73    | 1:a      | Jackie Stewart     | François Cévert      | Peter Revson                         |
| 1972   | Elf Team Tyrrell                | Tyrrell 002 Tyrrell 003 Tyrrell 004 Tyrrell 005 Tyrrell 006 | Ford Cosworth DFV 3.0 V8                          | G     | 51    | 2:a      | Jackie Stewart     | François Cévert      | Patrick Depailler                    |
| 1973   | Elf Team Tyrrell                | Tyrrell 005 Tyrrell 006                                     | Ford Cosworth DFV 3.0 V8                          | G     | 82    | 2:a      | Jackie Stewart     | François Cévert      | Chris Amon                           |
| 1974   | Elf Team Tyrrell                | Tyrrell 005 Tyrrell 006 Tyrrell 007                         | Ford Cosworth DFV 3.0 V8                          | G     | 52    | 3:a      | Jody Scheckter     | Patrick Depailler    |                                      |
| 1975   | Elf Team Tyrrell                | Tyrrell 007                                                 | Ford Cosworth DFV 3.0 V8                          | G     | 25    | 5:a      | Jody Scheckter     | Patrick Depailler    | Jean-Pierre Jabouille Michel Leclère |
| 1976   | Elf Team Tyrrell                | Tyrrell 007 Tyrrell P34                                     | Ford Cosworth DFV 3.0 V8                          | G     | 71    | 3:a      | Jody Scheckter     | Patrick Depailler    |                                      |
| 1977   | Elf Team Tyrrell                | Tyrrell P34                                                 | Ford Cosworth DFV 3.0 V8                          | G     | 27    | 6:a      | Ronnie Peterson,   | Patrick Depailler    |                                      |
| 1978   | Elf Team Tyrrell                | Tyrrell 008                                                 | Ford Cosworth DFV 3.0 V8                          | G     | 38    | 4:a      | Didier Pironi      | Patrick Depailler    |                                      |
| 1979   | Team Tyrrell Candy Tyrrell Team | Tyrrell 009                                                 | Ford Cosworth DFV 3.0 V8                          | G     | 28    | 5:a      | Didier Pironi      | Jean-Pierre Jarier   | Derek Daly Geoff Lees                |
| 1980   | Candy Tyrrell Team              | Tyrrell 009 Tyrrell 010                                     | Ford Cosworth DFV 3.0 V8                          | G     | 12    | 6:a      | Jean-Pierre Jarier | Derek Daly           | Mike Thackwell                       |
| 1981   | Tyrrell Racing Team             | Tyrrell 010 Tyrrell 011                                     | Ford Cosworth DFV 3.0 V8                          | M/A/G | 10    | 10:a     | Eddie Cheever      | Michele Alboreto     | Kevin Cogan Ricardo Zunino           |
| 1982   | Team Tyrrell                    | Tyrrell 011                                                 | Ford Cosworth DFV 3.0 V8                          | G     | 25    | 6:a      | Michele Alboreto   | Brian Henton         | Tommy Borgudd                        |
| 1983   | Benetton Tyrrell Team           | Tyrrell 011 Tyrrell 012                                     | Ford Cosworth DFV 3.0 V8 Ford Cosworth DFY 3.0 V8 | G     | 12    | 7:a      | Michele Alboreto   | Danny Sullivan       |                                      |
| 1984   | Tyrrell Racing Organisation     | Tyrrell 012                                                 | Ford Cosworth DFY 3.0 V8 Renault 1.5 V6T          | G     | 0     | -        | Martin Brundle     | Stefan Bellof        | Stefan Johansson Mike Thackwell      |
| 1985   | Tyrrell Racing Organisation     | Tyrrell 012                                                 | Ford Cosworth DFY 3.0 V8                          | G     | 4     | 9:a      | Martin Brundle     | Stefan Bellof        | Stefan Johansson                     |
| 1985   | Tyrrell Racing Organisation     | Tyrrell 014                                                 | Renault 1.5 V6T                                   | G     | 3     | 10:a     | Martin Brundle     | Stefan Bellof        | Ivan Capelli Philippe Streiff        |
| 1986   | Data General Team Tyrrell       | Tyrrell 014 Tyrrell 015                                     | Renault 1.5 V6T                                   | G     | 11    | 7:a      | Martin Brundle     | Philippe Streiff     |                                      |
| 1987   | Data General Team Tyrrell       | Tyrrell DG016                                               | Ford Cosworth DFZ 3.5 V8                          | G     | 11    | 6:a      | Jonathan Palmer    | Philippe Streiff     |                                      |
| 1988   | Tyrrell Racing Organisation     | Tyrrell 017                                                 | Ford Cosworth DFZ 3.5 V8                          | G     | 5     | 8:a      | Jonathan Palmer    | Julian Bailey        |                                      |
| 1989   | Tyrrell Racing Organisation     | Tyrrell 017B Tyrrell 018                                    | Ford Cosworth DFR 3.5 V8                          | G     | 16    | 5:a      | Jonathan Palmer    | Jean Alesi           | Michele Alboreto Johnny Herbert      |
| 1990   | Tyrrell Racing Organisation     | Tyrrell 018 Tyrrell 019                                     | Ford Cosworth DFR 3.5 V8                          | P     | 16    | 5:a      | Satoru Nakajima    | Jean Alesi           |                                      |
| 1991   | Braun Tyrrell Honda             | Tyrrell 020                                                 | Honda 3.5 V10                                     | P     | 12    | 6:a      | Satoru Nakajima    | Stefano Modena       |                                      |
| 1992   | Tyrrell Racing Organisation     | Tyrrell 020B                                                | Ilmor 3.5 V10                                     | G     | 8     | 6:a      | Olivier Grouillard | Andrea de Cesaris    |                                      |
| 1993   | Tyrrell Racing Organisation     | Tyrrell 020C Tyrrell 021                                    | Yamaha 3.5 V10                                    | G     | 0     | -        | Ukyo Katayama      | Andrea de Cesaris    |                                      |
| 1994   | Tyrrell                         | Tyrrell 022                                                 | Yamaha 3.5 V10                                    | G     | 13    | 7:a      | Ukyo Katayama      | Mark Blundell        |                                      |
| 1995   | Nokia Tyrrell Yamaha            | Tyrrell 023                                                 | Yamaha 3.0 V10                                    | G     | 5     | 9:a      | Ukyo Katayama      | Mika Salo            | Gabriele Tarquini                    |
| 1996   | Tyrrell Yamaha                  | Tyrrell 024                                                 | Yamaha 3.0 V10                                    | G     | 5     | 8:a      | Ukyo Katayama      | Mika Salo            |                                      |
| 1997   | PIAA Tyrrell                    | Tyrrell 025                                                 | Ford ED4 3.0 V8                                   | G     | 2     | 10:a     | Jos Verstappen     | Mika Salo            |                                      |
| 1998   | PIAA Tyrrell                    | Tyrrell 026                                                 | Ford Zetec-R 3.0 V10                              | G     | 0     | -        | Ricardo Rosset     | Toranosuke Takagi    |                                      |

| 1. Nederländerna 1968 2. Tyskland 1968 3. USA 1968 4. Sydafrika 1969 5. Spanien 1969 6. Nederländerna 1969 7. Frankrike 1969 8. Storbritannien 1969 9. Italien 1969 10. Spanien 1970 11. Spanien 1971 12. Monaco 1971 13. Frankrike 1971 14. Storbritannien 1971 15. Tyskland 1971 16. Kanada 1971 17. USA 1971 18. Argentina 1972 19. Frankrike 1972 20. Kanada 1972 21. USA 1972 22. Sydafrika 1973 23. Belgien 1973 24. Monaco 1973 25. Nederländerna 1973 26. Tyskland 1973 27. Sverige 1974 28. Storbritannien 1974 29. Sydafrika 1975 30. Sverige 1976 31. Monaco 1978 32. Las Vegas 1982 33. Detroit 1983 |

| 1. Monaco 1969 2. Frankrike 1969 3. Sydafrika 1970 4. Monaco 1970 5. Belgien 1970 6. Kanada 1970 7. Sydafrika 1971 8. Monaco 1971 9. Frankrike 1971 10. Tyskland 1971 11. Kanada 1971 12. USA 1971 13. Sydafrika 1972 14. USA 1972 15. Monaco 1973 16. Frankrike 1973 17. Tyskland 1973 18. Sverige 1974 19. Sverige 1976 |

| 1. Spanien 1968 2. Tyskland 1968 3. USA 1968 4. Sydafrika 1969 5. Monaco 1969 6. Nederländerna 1969 7. Frankrike 1969 8. Storbritannien 1969 9. Italien 1969 10. Monaco 1971 11. Frankrike 1971 12. Storbritannien 1971 13. Tyskland 1971 14. Argentina 1972 15. Storbritannien 1972 16. Kanada 1972 17. USA 1972 18. Belgien 1973 19. Italien 1973 20. Sverige 1974 21. Frankrike 1974 22. Tyskland 1974 23. Monaco 1975 24. Tyskland 1976 25. Kanada 1976 26. USA 1977 27. Storbritannien 1982 28. Las Vegas 1982 29. Kanada 1989 |

## Andra stall
Tyrrell har också levererat bilar till andra formel 1-stall.
| Stall                     | Säsong | Konstruktör  | Antal lopp | Poäng |
| ------------------------- | ------ | ------------ | ---------- | ----- |
| Blignaut                  | 1973   | Tyrrell-Ford | 1          |       |
| Blignaut                  | 1974   | Tyrrell-Ford | 1          |       |
| Blignaut                  | 1975   | Tyrrell-Ford | 1          |       |
| Blignaut                  | 1976   | Tyrrell-Ford | 1          |       |
| Heroes Racing Corporation | 1976   | Tyrrell-Ford | 1          |       |
| Meiritsu Racing Team      | 1977   | Tyrrell-Ford | 1          |       |
| OASC Racing Team          | 1976   | Tyrrell-Ford | 3          |       |
| Scuderia Gulf Rondini     | 1976   | Tyrrell-Ford | 4          |       |